# SN 2011eg
SN 2011eg – supernowa typu II-P odkryta 23 lipca 2011 roku w galaktyce UGC 11343. W momencie odkrycia miała maksymalną jasność 17,50m.